# Eerste River (Fluss)
Der Eerste River ist ein Fluss im Südwesten Südafrikas.

## Verlauf
Der Fluss hat seine Quellen im Jonkershoek Forest Reserve. Er fließt zunächst in nordwestliche Richtung, dreht später nach Südwesten, um später bis zu seiner Mündung in südöstliche Richtung zu fließen. Erst kurz vor der Mündung vereinigt er sich bei Macassar mit seinem größten Nebenfluss, dem Kuils. Der Eerste River mündet schließlich in die False Bay.

## Hydrometrie
Die Abflussmenge des Eerste River wurde am Pegel Faure über die Jahre 1968 bis 2009 in m³/s gemessen.